# Opel 8/9 PS
L'Opel 8/9 PS est une voiture de la catégorie automobile compacte construite par Adam Opel KG de 1903 à 1907 pour succéder au modèle 9 PS.

## Historique et technologie
La 8/9 PS fut la première Opel construite par le constructeur automobile de Rüsselsheim am Main selon le système Darracq. Contrairement à sa prédécesseur, dont le moteur était installé horizontalement à l'arrière, la 8/9 PS disposait d'un moteur monté à l'avant avec une cylindrée plus petite mais une puissance plus grande.
Le moteur était un moteur monocylindre d'une cylindrée de 1 470 cm3 (alésage x course = 120 mm x 130 mm), qui produisait 9 ch (6,6 kW) à 1 200 tr/min. Le moteur à commande alternative était refroidi par eau. La puissance du moteur était transmise à l'essieu arrière via un embrayage à cône en cuir, une boîte de vitesses manuelle à trois vitesses avec levier sur la colonne de direction et un arbre à cardan. La vitesse maximale de la voiture était de 45 à 50 km/h et la consommation moyenne de carburant était de 6,25 l/100 km.
Le cadre était constitué de profilés en U en tôle d'acier et il était renforcé de bois. Comme sur sa prédécesseur, les deux essieux rigides étaient suspendus à des ressorts à lames longitudinaux semi-elliptiques. Le frein était un frein à bande qui agissait sur les roues arrière.
Il y avait trois styles de carrosserie, un phaéton deux places, un tonneau quatre places et un coupé deux places.
En 1907, la construction de la 8/9 PS est arrêtée. Son successeur a été le modèle 6/12 PS.